# Ходуленожки
Ходуленожки (лат. Micropezidae) — семейство длинноногих двукрылых, делящееся на 5 подсемейств, в которых описано 52 рода и 583 вида.

## Описание
Виды этого семейства имеют длинные ноги, откуда и произошло название. Тело (3.5—15 мм) удлинённое и тонкое от жёлтого до чёрного цвета. Голова вытянута или округлая. Костальная жилка без перерывов. Виды рода Anaeropsis имеют стебельчатые глаза. Передняя пара ног всегда короче, чем остальные. У рода Calycopteryx крылья короткие, а у вида Badisis ambulans, похожего на муравья, совершенно нет крыльев.

## Питание
Питание личинок также слабо изучено, возможно они являются растительноядными или детритофагами. Личинка Mimegralla питается на корнях имбиря и куркумы. В лабораторных условиях, самка Mimegralla coeruleifrons откладывает в почву от 76 до 150 яиц. Эмбриональный период длится от 2 до 5 дней. Продолжительность личиночного периода варьирует от 13 до 25 дней. Период куколки — от 5 до 15 дней. Мухи живут от 7 до 24 дней. Личинки Micropeza corrigiolata питаются в корневых клубеньках бобовых, выедая содержимое клубеньков. Взрослые могут быть хищниками, например, как род Calobata, а могут питаться испражнениями или гниющими фруктами.

## Распространение и места обитания
Ходуленожки распространены повсеместно, за исключением Новой Зеландии и островов Маккуори. Максимального разнообразия достигают в тропической и субтропической зоне.

## Классификация
Семейство Micropezidae разделено на пять подсемейств:
- Подсемейство Calobatinae Bigot, 1863
  - Род Calobata Meigen, 1803
  - Род Calobatella Mik, 1898
  - Род Cnodacophora  Czerny, 1930
  - Род Compsobata Czerny, 1930
  - Род Neria Robineau-Desvoidy, 1830
- Подсемейство Calycopteryginae McAlpine, 1974
  - Род Calycopteryx Eaton, 1875
- Подсемейство Eurybatinae McAlpine, 1974
  - Род Anaeropsis Bigot, 1866
  - Род Badisis McAlpine, 1990
  - Род Cothornobata Czerny, 1932
  - Род Crepidochetus Enderlein, 1922
  - Род Crosa Steyskal, 1952
  - Род Eurybata Osten Sacken, 1882
  - Род Metopochetus Enderlein, 1922
  - Род Nestima Osten Sacken, 1881
  - Род Papeza McAlpine, 1975
  - Род Trepidarioides Frey, 1927
- Подсемейство Micropezinae Loew, 1861
  - Род Aristobatina Verbeke, 1951
  - Род Calosphen Hennig, 1934
  - Род Cardiacephala Macquart, 1843
  - Род Cephalosphen, 1934
  - Род Chaetotylus Hendel, 1932
  - Род Cliobata Enderlein, 1923
  - Род Courtoisia Barraclough, 1993
  - Род Cryogonus Cresson, 1926
  - † Род Electrobata Hennig, 1965
  - Род Erythromyiella Verbeke, 1951
  - Род Globopeza Marshall, 2005
  - Род Glyphodera Enderlein, 1922
  - Род Mesoconius Enderlein, 1922
  - Род Metasphen Frey, 1927
  - Род Micropeza Meigen, 1803
  - Род Mimomyrmecia Frey, 1927
  - Род Notenthes Marshall, 2002
  - Род Paramimegralla Hennig, 1937
  - Род Parasphen Enderlein, 1922
  - Род Plocoscelus Enderlein, 1922
  - Род Poecilotylus Hennig, 1934
  - Род Pseudeurybata Hennig, 1934
  - Род Ptilosphen Enderlein, 1922
  - Род Scipopus Enderlein, 1922
  - Род Stiltissima Barraclough, 1991
  - Род Tenthes Cresson, 1930
  - Род Zelatractodes Enderlein, 1922
- Подсемейство Taeniapterinae Cresson, 1930
  - Род Calobatina Enderlein, 1922
  - Род Grallipeza Rondani, 1850
  - Род Grammicomyia Bigot, 1859
  - Род Hoplocheiloma Cresson, 1926
  - Род Mimegralla Rondani, 1850
  - Род Rainieria Rondani, 1843
  - Род Steyskalia Aczel, 1959
  - Род Taeniaptera Macquart, 1835

## Окаменелости
Некоторые окаменелые останки были найдены в Балтийском янтаре, датированных границей миоцена и олигоцена.